# Graafschap Arnsberg

Wapen van de graven van Arnsberg

Het graafschap Arnsberg ontstond in de 11e eeuw door de verplaatsing van de hoofdstad van het hertogdom Werl van Werl naar het nabijgelegen Arnsberg. Op dat moment had het graafschap zijn grote omvang, die bij tijd en wijle van de Noordzee tot het  Sauerland reikte, al grotendeels verloren. Zelfs toen het zwaartepunt van het graafschap naar Arnsberg werd verlegd, werd de geschiedenis van het territorium gekenmerkt door de dreiging van sterke buurterritoria in het bijzonder het graafschap Mark en het aartsbisdom Keulen. Geleidelijk aan verloor het graafschap Arnsberg steeds meer gebied. 
In plaats van een expansiepolitiek voerden de graven van Arnsberg een systematisch ontwikkelingsbeleid van het graafschap Arnsberg. Uit een jongere zijtak van de graven van Arnsberg kwam het graafschap Rietberg voort.
Toen duidelijk werd dat graaf Gottfried IV kinderloos zou blijven en er ook geen uitzicht was op een andere opvolgingsregeling, verkocht Godfried zijn graafschap in 1368 aan het aartssticht Keulen. Het gebied van het graafschap Arnsberg werd het centrum van het grondgebied van het Keulse hertogdom Westfalen.